# Stavețke (Troianiv), Jîtomîr
Stavețke (în ucraineană Ставецьке) este un sat în comuna Troianiv din raionul Jîtomîr, regiunea Jîtomîr, Ucraina.

## Demografie
Componența lingvistică a localității Stavețke
     Ucraineană (100%)
Conform recensământului din 2001, toată populația localității Stavețke era vorbitoare de ucraineană (100%).